# کنسرسیوم زوال عقل با اجسام لویی
کنسرسیوم زوال عقل با اجسام لویی (به انگلیسی: Dementia with Lewy Bodies Consortium) یا به اختصار DLBC یک همکاری بین‌رشته‌ای بین‌المللی از محققان علاقه‌مند به تحقیق و مطالعه دربارهٔ زوال عقل با اجسام لویی است. این کنسرسیوم اولین بار در اکتبر ۱۹۹۵ در نیوکاسل انگلستان تشکیل شد. DLBC در بین سال‌های ۱۹۹۵ و ۲۰۰۵ سه گزارش جامع دربارهٔ روش‌های تشخیصی-درمانی زوال عقل با اجسام لویی منتشر کرد.

## چهارمین گزارش اجماع
بازنویسی معیارهای تشخیصی در سال ۲۰۱۷ برای زوال عقل با اجسام لویی توسط ایان جی مک کیث از دانشگاه نیوکاسل انجام گرفت و توسط مؤسسه ملی سالمندی، مؤسسه ملی اختلالات عصبی و سکته مغزی، انجمن زوال عقل اجسام لویی، انجمن اجسام لویی، انجمن آلزایمر، داروسازی آکادیا، علوم آکسووانت، بنر هِلث، جی‌ای هلث‌کر و لوندبک مورد حمایت قرار گرفت.

## کنسرسیوم ۲۰۱۵
DLBC 2015 پروژه ای از مؤسسه ملی اختلالات عصبی و سکته مغزی ایالات متحده است که علاوه برکشف نشانگرهای زیستی بیماری پارکینسون، مراکزی را نیز به مطالعه اختصاص دربارهٔ زوال عقل با اجسام لویی (DLB) را ایجاد کرده است تا نشانگرهای زیستی بیماری زوال عقل با اجسام لویی را نیز برای بهبود تشخیص، مراقبت و درمان بیماران مبتلا به این بیماری بررسی کنند.
این پروژه از سال ۲۰۲۰، شامل ۹ مرکز بوده است که متخصصان زوال عقل اجسام لویی را که ارتباطات قوی با تحقیقات و جامعه عمومی زوال عقل اجسام لویی دارند، گرد آورده است. این کنسرسیوم همکاری موجود بین مراکز شرکت کننده را رسمیت بخشیده و آن را تقویت می‌کند.[۲] نه مرکز که تا سال ۲۰۲۰ وجود دارند شامل مواد زیر هستند:
- کلینیک کلیولند
- دانشگاه فلوریدا آتلانتیک
- دانشگاه توماس جفرسون
- دانشگاه راش
- دانشگاه کالیفرنیا سن دیگو
- دانشگاه کارولینای شمالی
- دانشگاه پنسیلوانیا
- دانشگاه پیتسبورگ
- سیستم بهداشتی مراقبت صوتی پی‌وی پاگت - دانشگاه واشینگتن

DLBC توسط ۶ میلیون دلار کمک هزینه پنج ساله از موسسه ملی بهداشت و همچنین توسط انجمن زوال عقل اجسام لویی و جی‌ای هلث‌کر تأمین مالی می‌شود.